# Bradymerus faraulepensis
Espèce
Bradymerus faraulepensis est une espèce de coléoptères de la famille des Melyridae. Elle a été décrite par Von Hans Kulzer en 1957.